# Temporada da ProB de 2025-26
| 1º Nível |  | BBL   |
| 2º Nível |  | PRO A |
| 3º Nível |  | PRO B |

A Temporada da ProB de 2025–26 será a 18ª edição da competição terciária do basquetebol masculino da Alemanha segundo sua pirâmide estrutural. É organizada pela 2.Bundesliga GmbH sob as normas da FIBA e é dividida em ProB Sul e ProB Norte. Desde a temporada 2018-19 a liga conta com o naming rights da empresa seguradora de saúde Barmer.

## Clubes participantes
Ingressam para disputar a atual temporada RASTA Vechta II e Dresden Titans oriundos da ProA, e TSG Westerstede, Hertener Löwen e TV Langen que disputaram na temporada anterior a Regionalliga. O campeão da temporada passada, Bayer Giants Leverkusen, e o finalista SBB Baskets Wolmirstedt conquistaram por mérito desportivo a promoção para a 2.Bundesliga Pro A e saem da lista de participantes, assim como Berlin Braves 2000 e Team Ehingen Urspring que não apresentaram documentação para a licença e não disputarão a 2.Bundesliga.
Outras duas equipes não disputam a temporada na Pro B, pois conseguiram promoção após receberem convite (Wild Card) para disputar a Pro A na temporada 2025-26, são RheinStars Köln e Gartenzaun24 Baskets Paderborn.
| ProB                            | ProB              | ProB                              | ProB         |
| Grupo Norte                     | Grupo Norte       | Grupo Sul                         | Grupo Sul    |
| Clube                           | Localização       | Clube                             | Localização  |
| ------------------------------- | ----------------- | --------------------------------- | ------------ |
| Baskets Juniors TSG Westerstede | Westerstede       | Ahorn Camp BIS Baskets Speyer     | Speyer       |
| BSW Sixers                      | Anhalt-Bitterfeld | BBC Coburg                        | Coburgo      |
| Dragons Rhöndorf                | Bad Honnef        | BG Hessing Leitershofen           | Stadtbergen  |
| EN Baskets Schwelm              | Schwelm           | CATL Basketball Löwen             | Erfurt       |
| ETB Miners                      | Essen             | Dresden Titans                    | Dresden      |
| Hertener Löwen                  | Herten            | FC Bayern München II              | Munique      |
| Iserlohn Kangaroos              | Iserlohn          | Orange Academy                    | Ulm          |
| Itzehoe Eagles                  | Itzehoe           | Porsche BBA Ludwigsburg           | Ludwigsburgo |
| Lok Bernau                      | Bernau bei Berlin | Skyliners Junior                  | Francoforte  |
| RASTA Vechta II                 | Vechta            | SV Fellbach Flashers              | Fellbach     |
| SC Rist Wedel                   | Wedel             | TSV Oberhaching                   | Oberhaching  |
| Seawolves Academy               | Rostoque          | TV Langen                         | Langen       |
| TKS 49ers                       | Stahndorf         | VR-Bank Würzburg Baskets Akademie | Wurtzburgo   |
| TSV Neustadt temps Shooters     | Neustadt          |                                   |              |

fonte:2basketballbundesliga.de/teams

## Formato
A competição é disputada por 24 equipes divididas em dois torneios distintos de temporada regular, Sul e Norte, onde as equipes se enfrentam com jogos sendo mandante e visitante, determinando ao término desta as colocações do primeiro ao último colocados. Prevê-se a promoção à 2.Bundesliga ProA aos dois finalistas dos playoffs.

## Temporada Regular

### Tabela de Classificação

#### Norte
| Pos. | Clube                           | J | V | D | Pts. | PF | PC | Dif. | Classificação |
| ---- | ------------------------------- | - | - | - | ---- | -- | -- | ---- | ------------- |
| 1    | Baskets Juniors TSG Westerstede |   |   |   |      |    |    |      | Playoffs      |
| 2    | BSW Sixers                      |   |   |   |      |    |    |      | Playoffs      |
| 3    | Dragons Rhöndorf                |   |   |   |      |    |    |      | Playoffs      |
| 4    | EN Baskets Schwelm              |   |   |   |      |    |    |      | Playoffs      |
| 5    | ETB Miners                      |   |   |   |      |    |    |      | Playoffs      |
| 6    | Hertener Löwen                  |   |   |   |      |    |    |      | Playoffs      |
| 7    | Iserlohn Kangaroos              |   |   |   |      |    |    |      | Playoffs      |
| 8    | Itzehoe Eagles                  |   |   |   |      |    |    |      | Playoffs      |
| 9    | Lok Bernau                      |   |   |   |      |    |    |      |               |
| 10   | RASTA Vechta II                 |   |   |   |      |    |    |      |               |
| 11   | SC Rist Wedel                   |   |   |   |      |    |    |      |               |
| 12   | Seawolves Academy               |   |   |   |      |    |    |      |               |
| 13   | TKS 49ers                       |   |   |   |      |    |    |      |               |
| 14   | TSV Neustadt temps Shooters     |   |   |   |      |    |    |      |               |

fonte:2basketballbundesliga.de/tabelle-prob-nord

#### Sul
| Pos. | Clube                             | J | V | D | Pts. | PF | PC | Dif. | Classificação |
| ---- | --------------------------------- | - | - | - | ---- | -- | -- | ---- | ------------- |
| 1    | Ahorn Camp BIS Baskets Speyer     |   |   |   |      |    |    |      | Playoffs      |
| 2    | BBC Coburg                        |   |   |   |      |    |    |      | Playoffs      |
| 3    | BG Hessing Leitershofen           |   |   |   |      |    |    |      | Playoffs      |
| 4    | CATL Basketball Löwen             |   |   |   |      |    |    |      | Playoffs      |
| 5    | Dresden Titans                    |   |   |   |      |    |    |      | Playoffs      |
| 6    | FC Bayern München II              |   |   |   |      |    |    |      | Playoffs      |
| 7    | Orange Academy                    |   |   |   |      |    |    |      | Playoffs      |
| 8    | Porsche BBA Ludwigsburg           |   |   |   |      |    |    |      | Playoffs      |
| 9    | Skyliners Junior                  |   |   |   |      |    |    |      |               |
| 10   | SV Fellbach Flashers              |   |   |   |      |    |    |      |               |
| 11   | TSV Oberhaching                   |   |   |   |      |    |    |      |               |
| 12   | TV Langen                         |   |   |   |      |    |    |      |               |
| 13   | VR-Bank Würzburg Baskets Akademie |   |   |   |      |    |    |      |               |

fonte:2basketballbundesliga.de/tabelle-prob-sued

## Playoffs

### Oitavas de finais
| Time 1 | Série | Time 2 | 1º Jogo | 2º Jogo | 3º Jogo |
| ------ | ----- | ------ | ------- | ------- | ------- |
|        | -     |        |         |         |         |
|        | -     |        |         |         |         |
|        | -     |        |         |         |         |
|        | -     |        |         |         |         |
|        | -     |        |         |         |         |
|        | -     |        |         |         |         |
|        | -     |        |         |         |         |
|        | -     |        |         |         |         |

### Quartas de finais
| Time 1 | Série | Time 2 | 1º Jogo | 2º Jogo | 3º Jogo |
| ------ | ----- | ------ | ------- | ------- | ------- |
|        | -     |        |         |         |         |
|        | -     |        |         |         |         |
|        | -     |        |         |         |         |
|        | -     |        |         |         |         |

### Semifinais
| Time 1 | Série | Time 2 | 1º Jogo | 2º Jogo | 3º Jogo |
| ------ | ----- | ------ | ------- | ------- | ------- |
|        | -     |        |         |         |         |
|        | -     |        |         |         |         |

### Finais
| Time 1 | Agregado | Time 2 | 1º Jogo | 2º Jogo |
| ------ | -------- | ------ | ------- | ------- |
|        | -        |        |         |         |

## Artigos relacionados
- Bundesliga
- 2.Bundesliga ProA
- Regionalliga
- Seleção Alemã de Basquetebol